# BVIFA National Football League
Die BVIFA National Football League ist die höchste Spielklasse der British Virgin Islands Football Association, dem nationalen Fußballverband der Britischen Jungferninseln.

## Geschichte
Die Liga wurde 2009 gegründet, zuvor gab es auf den Inseln Tortola und Virgin Gorda eigene Fußballligen, die einen Meister ausspielten. Die Tortola League wurde seit 1968 ausgespielt, anfangs organisiert von den auf der Insel stationierten Royal Engineers. Die Virgin Gorda League wurde ab 1996 ausgetragen. 1999 nahm erstmals ein Verein aus Virgin Gorda an der Tortola League teil. Nach dem Abbruch der Spielzeit 2005 wurde die Tortola League nicht mehr ausgetragen, die Austragung der Virgin Gorda League wurde bis zum Zusammenschluss der Ligen weitergeführt.
Die Premierensaison trug den Namen Digicel and Speedy's BVIFA Men's Football League und wurde mit acht Mannschaften (3 aus Tortola, 5 auf Virgin Gorda) ausgespielt. Die vier bestplatzierten Vereine spielten in Play-offs den Fußballmeister der Britischen Jungferninseln aus. Ab der kommenden Spielzeit wurde auf die Austragung einer zusätzlichen Play-off-Runde verzichtet. Zur Spielzeit 2012/13 wurde die Liga in zwei Gruppen aufgeteilt, basierend auf der Abschlusstabelle in der Spielzeit 2011/12. Die beiden bestplatzierten Vereine beider Gruppen trafen dann in einer K.-o.-Runde aufeinander. 2014/15 und 2015/16 wurde keine offizielle Meisterschaft ausgetragen, stattdessen fand jeweils ein Turnier im 9-a-side-Modus statt. Ab 2016/17 erfolgt wieder die Austragung der offiziellen Liga, die nun erneut eingleisig ausgespielt wird. Zur Spielzeit 2018 wurde der Austragungszeitraum von jahresübergreifend auf Kalenderjahr umgestellt. Ein Großteil der Spiele wird im A.O. Shirley Recreation Ground ausgetragen.

## Aktuelle Saison
An der Saison 2023/24 nehmen die folgenden 10 Mannschaften teil:
- Islanders FC
- Lion Heart FC
- Old Madrid FC
- Positive FC
- One Love United FC (Meister)
- Rebels FC
- Sugar Boys FC
- Panthers FC
- Virgin Gorda United
- Wolues FC

## Alle Meister
- 2009/10: Islanders FC
- 2010/11: Islanders FC
- 2011/12: Islanders FC
- 2012/13: Islanders FC
- 2013/14: Islanders FC
- 2014/15: Islanders FC (9-a-Side-Turnier, inoffiziell)
- 2015/16: Sugar Boys FC (9-a-Side-Turnier, inoffiziell)
- 2016/17: Islanders FC
- 2018: One Love United FC
- 2018/19: nicht ausgetragen....
- 2019/20: Islanders FC
- 2021: Sugar Boys FC
- 2021/22: Sugar Boys FC
- 2022/23: One Love United FC
- 2023/24: Wolues FC
- 2024/25: Virgin Gorda United

## Rekordmeister
Rekordmeister der ab 2009 ausgetragenen einheitlichen Liga ist der Islanders FC, der bisher sieben Meisterschaften gewinnen konnte. Einzig der Sugar Boys FC konnte die Islanders im Turnier 2015/16 schlagen, dies war jedoch keine offizielle Meisterschaft. 2018 war es dann One Love United FC der erstmals den offiziellen Titel gewinnen konnte und drei Jahre später folgten auch der Sugar Boys FC.
| Verein              | Titel | Jahr                                                          |
| ------------------- | ----- | ------------------------------------------------------------- |
| Islanders FC        | 7     | 2009/10, 2010/11, 2011/12, 2012/13, 2013/14, 2016/17, 2019/20 |
| One Love United FC  | 2     | 2018, 2022/23                                                 |
| Sugar Boys FC       | 2     | 2021, 2021/22                                                 |
| Wolues FC           | 1     | 2023/24                                                       |
| Virgin Gorda United | 1     | 2024/25                                                       |

## Ewige Tabelle
Ewige Tabelle der BVIFA National Football League von 2019/20 bis 2024/25.
| Platz | Team                | Sp. | S  | U  | N  | Tore    | Punkte |
| ----- | ------------------- | --- | -- | -- | -- | ------- | ------ |
| 1     | Wolues FC           | 103 | 71 | 16 | 16 | 377-134 | 229    |
| 2     | Sugar Boys FC       | 103 | 59 | 14 | 30 | 288-166 | 191    |
| 3     | Islanders FC        | 103 | 61 | 12 | 30 | 262-136 | 195    |
| 4     | Virgin Gorda United | 103 | 59 | 17 | 27 | 319-125 | 194    |
| 5     | One Love United FC  | 103 | 50 | 18 | 35 | 265-196 | 168    |
| 6     | Lion Heart          | 103 | 41 | 20 | 42 | 235-216 | 143    |
| 7     | Panthers FC         | 103 | 46 | 13 | 44 | 270-228 | 151    |
| 8     | Rebels FC           | 103 | 43 | 9  | 51 | 262-243 | 138    |
| 9     | Positive FC         | 57  | 10 | 2  | 45 | 77-337  | 32     |
| 10    | One Caribbean FC    | 56  | 14 | 7  | 35 | 99-161  | 49     |
| 11    | Old Madrid FC       | 103 | 13 | 6  | 85 | 122-530 | 45     |
| 12    | FC Sea Argo         | 10  | 0  | 0  | 10 | 1-55    | 0      |
| 13    | Avengers FC         | 20  | 0  | 0  | 20 | 8-112   | 0      |